# Peter Schwenkmezger
Peter Schwenkmezger (Laichingen, 17 augustus 1946 – Trier, 12 juli 2018) was een Duitse psycholoog. Van 2000 tot 2011 was hij voorzitter van de universiteit van Trier .
Na zijn eindexamen aan de middelbare school in Geislingen an der Steige begon hij in 1967 een studie psychologie aan de universiteit van Tübingen. In 1972 studeerde hij af en promoveerde in 1976 op een proefschrift over risicogedrag en risicobereidheid. Daarna werkte hij aan de universiteiten van Tübingen, Bochum en Wuppertal. In 1982 kreeg hij zijn habilitatie en in 1984 een leerstoel aan de universiteit van Trier. Daar was hij van 1989 tot 1991 decaan van faculteit I en van 1995 tot 1998 vicevoorzitter voor onderzoek, onderwijs, voortgezet onderwijs en internationale betrekkingen. In april 2000 volgde hij Rainer Hettich op als voorzitter van de universiteit van Trier. Hij werd in december 2005 voor nog eens zes jaar in dit kantoor benoemd. Op 1 september 2011 stopte zijn ambtstermijn.
Van 2002 tot 2004 was Schwenkmezger voorzitter van de staatsrectorsconferentie.
Zijn belangrijkste onderzoeksgebieden waren klinische diagnostiek, gezondheidspsychologie, emotionele psychologie en sportpsychologie. Zijn onderzoek naar angst en angstigheid in de sport kreeg veel aandacht.  Hij was mederedacteur van de tijdschriften Zeitschrift für Gesundheitspsychologie, Diagnostica en International Review of Health Psychology en lid van het uitgebreide bestuur van de European Health Psychology Society. Schwenkmezger was een van de oprichters van de Duitse Vereniging voor Sportwetenschap, sterk verantwoordelijk voor de oprichting van het tijdschrift "Sportpsychologie" (later omgedoopt in "Psychologie und sport") van de werkgroep voor sportpsychologie in Duitsland, dat voor het eerst verscheen in 1987. Ook was hij redacteur van dat blad. In september 2005 kreeg hij de Leibniz-medaille van de Academie van Wetenschappen en Literatuur Mainz.